# كيث ياماموتو
كيث ياماموتو (بالإنجليزية: Keith Yamamoto)‏ هو عالم كيمياء حيوية أمريكي، ولد في 1946 في دي موين في الولايات المتحدة.